# Proetidae
Proetidae, poodica izumrlih člankonožaca iz razreda trilobita, natporodica Proetoidea. Njihovi nalazi otkriveni su širom svijeta, a živjeli su od gornjeg ordovicija pa najkasnije do srednjeg perma. Porodicu je opisao Salter 1864..

## Rodovi
Orbitoproetus, Ormistoniella, Osmolskia, Paladin, Palpebralina, Panibole, Paraglobusia, Paraproetus, Parvidumus, Pedinocoryphe, Pedinodechenella, Perexigupyge, Phillibole, Phillibolina, Philliboloides, Phillipsia, Piltonia, Plesiowensus, Podoliproetus, Praedechenella, Pragoproetus, Prantlia, Proetidellinae, Proetiella, Proetinae, Proetus, Pseudodechenella, Pseudodudu, Pseudoproetus, Pseudospatulina, Pseudowaribole, Pudoproetus, Reediella, Rhenogriffides, Richterella, Ryckholtia, Schaderthalaspis, Schizoproetina, Schizoproetoides, Schizoproetus, Semiproetus, Sevillia, Silesiops, Simaproetus, Spinibole, Spinibolops, Tawstockia, Tetinia, Thebanaspis, Thigriffides, Tropidocare, Tropidocoryphinae, Typhloproetus, Unguliproetus, Warburgellinae, Waribole, Weberides, Weyeraspis, Winiskia, Winterbergia, Witryides, Xenadoche, Xenocybe
Aayemenaytcheia Lieberman, 1994 †, Acanthophillipsia Yuan et al., 1992 †, Aceroproetus Kolobova, 1988 †, Acropyge Qian, 1977 †, Alaskalethe Hahn & Hahn, 1991 †, Altajaspis Ëlkin, 1965 †, Ameropiltonia Brezinski, 2000 †, Ameura Weller, 1936 †, Ampulliglabella Kobayashi & Hamada, 1984 †, Anambon Landrum & Sherwin, 1976 †, Anglibole Archinal, 1991 †, Angustibole Hahn, 1965 †, Anisopyge Girty, 1908 †, Anujaspis Balashova, 1960 †, Appendicysta Hahn, Hahn & Yuan, 1989 †, Aprathia Hahn & Braukmann, 1975 †, Archaeocoryphe Hahn, Hahn & Gawlick, 1995 †, Archegonus Burmeister, 1843 †, Ascetopeltis Owens, 1973 †, Astroproetus Begg, 1939 †, Australokaskia Engel & Morris, 1994 †, Bailielloides Kobayashi & Hamada, 1972 †, Bapingaspis Yuan, 1988 †, Basidechenella Richter, 1912 †, Bedicella Hahn & Hahn in Hahn, Hahn & Ramovs, 1990 †, Beleckella Hahn, Hahn & Brauckmann, 1992 †, Belgibole Hahn, 1963 †, Benesovella Chlupác, 1969 †, Bitumulina Osmólska, 1970 †, Blodgettia Hahn & Hahn, 1992 †, Bohemiproetus Pillet, 1969 †, Bolivicrania Kobayashi & Hamada, 1986 †, Boliviproetus Eldredge & Ormiston, 1979 †, Bollandia Reed, 1943 †, Bonnaspidella Yuan, 1988 †, Borealia Maksimova, 1977 †, Brevibole Archinal, 1991 †, Breviphillipsia Hessler, 1963 †, Burgesina Feist & Talent, 2000 †, Calybole Richter & Richter, 1926 †, Camsellia Ormiston, 1976 †, Carbonocoryphe Richter & Richter, 1950 †, Carbonoproetus Gandl, 1987 †, Carlopsia Lamont, 1978 †, Carniphillipsia Hahn & Brauckmann, 1975 †, Ceratoproetus Luo & Jiang, 1985 †, Chauffouraspis Pillet, 1973 †, Chaunoproetoides Yuan, 1988 †, Chaunoproetus Richter, 1919 †, Chiides Hahn & Hahn, 2002 †, Chiops Hahn & Hahn, 2002 †, Chlupacula Hahn & Wunn-Petry, 1983 †, Chuanqianoproetus Wu, 1977 †, Clavibole Hahn, Hahn & Brauckmann, 1982 †, Comptonaspis Brezinski, 1988 †, Coniproetus Alberti, 1966 †, Conophillipsia Roberts, 1963 †, Constantina Cisne, 1970 †, Coombewoodia Archinal & Brauckmann, 1989 †, Cornuproetinae, Craspedops Hahn & Hahn, 2002 †, Crassibole Gandl, 1980 †, Crassiproetus Stumm, 1953 †, Cummingella Reed, 1942 †, Cyphinioides Reed, 1942 †, Cyphoproetus Kegel, 1927 †, Cyrtodechenella Richter & Richter, 1950 †, Cyrtoproetus Reed, 1943 †, Cyrtosymbole Richter, 1913 †, Cyrtosymbolinae, Cystispina Richter & Richter, 1939 †, Daihuaia Yuan, 1988 †, Dayinaspis Yuan & Xiang, 1998 †, Dechenella Kayser, 1880 †, Dechenelloides Gandl, 1968 †, Dechenellurus Maksimova in Kryskov et al., 1960 †, Deinoproetus Zhou, Siveter & Owens, 2000 †, Delaria Weller, 1944 †, Deltadechenella Ormiston, 1967 †, Diabole Gröning, 1985 †, Diacoryphe Richter & Richter, 1951 †, Ditomopyge Newell, 1931 †, Doublatia Wass & Banks, 1971 †, Drevermannia Richter, 1913 †, Drevermanniinae, Dudu Hahn & Hahn, 1985 †, Dushania Yin, 1978 †, Effops Hahn & Hahn, 2002 †, Ejinoproetus Zhou, Siveter & Owens, 2000 †, Elegenodechenella Li, 1988 †, Elimaproetus Curtis & Lane, 1997 †, Elliptophillipsia Hessler, 1963 †, Endops Koizumi, 1972 †, Engelomorrisia Özdikmen, 2009 †, Ensecoryphe Basse, 1997 †, Eocyphinium Reed, 1942 †, Eocyrtosymbole Pillet, 1973 †, Eodrevermannia Přibyl, 1946 †, Eomicrophillipsia Yuan, 1996 †, Eopalpebralia Alberti, 1981 †, Eosoproetus Zhou, Siveter & Owens, 2000 †, Eowinterbergia Yuan & Xiang, 1998 †, Erbenaspis Alberti, 1966 †, Erbenites Přibyl, 1964 †, Eremiproetinae, Evagena Hahn & Brauckmann, 1989 †, Exochops Weller, 1936 †, Falcatoproetus, Flexidechenella Zhou, Siveter & Owens, 2000 †, Formonia Richter & Richter, 1927 †, Francenaspis Alberti, 1969 †, Franconicabole Alberti, 1976 †, Frithjofia Přibyl & Vaněk, 1978 †, Fuscinipyge Ormiston, 1972 †, Ganinella Ëlkin, 1967 †, Gapeevella Gandl, 1987 †, Geigibole Gandl, 1968 †, Georhithronella Hahn, Hahn & Muller, 2001 †, Gerastos Goldfuss, 1843 †, Gitarra Gandl, 1968 †, Globusia Osmólska, 1973 †, Globusiella Hahn, Hahn & Brauckmann, 1992 †, Globusoidea Hahn & Brauckmann, 1980 †, Gomiites Přibyl & Vaněk, 1978 †, Gracemerea Engel & Morris, 1989 †, Griffithidella Hessler, 1965 †, Griffithides Portlock, 1843 †, Grossoproetus Wu, 1987 †, Haasia, Hamiroproetus Šnajdr, 1977 †, Hassiabole Hahn, Hahn & Muller, 1996 †, Hedstroemia Přibyl & Vaněk, 1978 †, Helioproetus Richter & Richter, 1919 †, Helmutia Feist & Orth, 2000 †, Helokybe Thomas in Thomas & Narbonne, 1979 †, Hentigia Haas et al., 1980 †, Hesslerides Brezinski, 2000 †, Hildaphillipsia Hahn & Hahn, 1972 †, Humeia Ormiston, 1975 †, Humilogriffithides Inai, 1936 †, Hunanoproetus J. Yang, 1981 †, Hypaproetus Wu, 1977 †, Iranaspidion Kobayashi & Hamada, 1978 †, Jimbokranion Kobayashi & Hamada, 1984 †, Jinia J. Zhang & Wang, 1985 †, Karginella Hahn & Hahn in Hahn, Hahn & Ramovs, 1990 †, Kaskia Weller, 1936 †, Kathwaia Grant, 1966 †, Keidelia, Kerpenella Basse, 2002 †, Khalfinella Ëlkin, 1967 †, Kollarcephalus Brezinski, 2000 †, Kolymoproetus Maksimova, 1978 †, Kosovoproetus Šnajdr, 1981 †, Krambedrysia Hahn, Hahn & Brauckmann, 1992 †, Kulmiella Hahn & Hahn, 1968 †, Kulmogriffithides Hahn, Hahn & Brauckmann, 1983 †, Lacunoporaspis Ëlkin, 1966 †, Laevibole Brauckmann, 1982 †, Langgonbole Kobayashi & Hamada, 1973 †, Latibole Hahn & Hahn, 1969 †, Latiglobusia Hahn, Hahn & Brauckmann, 1994 †, Latiproetus Lu, 1962 †, Lauchellum Basse, 2002 †, Lichanocoryphe Owens & Tilsley, 1995 †, Linguaphillipsia Stubblefield, 1948 †, Liobole Richter & Richter, 1949 †, Liobolina Richter & Richter, 1951 †, Longilobus Engel & Morris, 1995 †, Longiproetus Cavet & Pillet, 1958 †, Lophiokephalion Kobayashi, 1988 †, Lugalella Hahn & Wunn-Petry, 1983 †, Luojiashania W. Zhang, 1974 †, Macrobole Richter & Richter, 1951 †, Mahaiella Yin, 1983 †, Malayaproetus Kobayashi & Hamada, 1971 †, Malchi Engel & Morris, 1994 †, Mannopyge Ludvigsen, 1987 †, Megaproetus Jell, 1977 †, Menorcaspis Hahn, Hahn & Brauckmann, 1994 †, Merebolina Gandl, 1980 †, Metaphillipsia Reed, 1943 †, Microphillipsia Ruggieri, 1959 †, Microspatulina Hahn, Hahn & Brauckmann, 1992 †, Mirabole Osmólska, 1962 †, Monodechenella Stumm, 1953 †, Moravocoryphe Přibyl & Vaněk, 1978 †, Moschoglossis Goldring, 1958 †, Myoproetus Šnajdr, 1976 †, Namuraspis Gandl, 1980 †, Neogriffithides Toumansky, 1935 †, Neokaskia Hahn, Hahn & Owens in Hahn & Hahn, 1991 †, Neoproetus Tesch, 1923 †, Nipponaspis Koizumi, 1972 †, Nitidocare Přibyl et al., 1985 †, Nodiphillipsia Kobayashi & Hamada, 1984 †, Novoameura Brezinski, 1991 †, Nunnaspis Brezinski, 2000 †, Oehlertaspis Pillet & Vaněk, 1974 †, Oidalaproetus Wu, 1977 †, Orbitoproetus Pillet, 1969 †, Ormistonaspis Přibyl & Vaněk, 1978 †, Ormistonia Maksimova, 1978 †, Ormistoniella Cooper, 1982 †, Osmolskia Chlupác, 1966 †, Otodechenella Zhou, Siveter & Owens, 2000 †, Paladin Weller, 1936 †, Palaeophillipsia Sugiyama & Okano, 1944 †, Paleodechenella Maksimova, 1970 †, Palpebralia Richter & Richter, 1927 †, Panibole Grönning, 1985 †, Parachaunoproetus Yuan, 1988 †, Paradechenella Richter, 1912 †, Parafrithjofia Yuan, 1988 †, Paraglobusia Hahn, Hahn & Muller, 1999 †, Paragriffithides Reed, 1943 †, Paramirabole Yuan in Yuan & Xiang, 1998 †, Parangustibole Yuan & Xiang, 1998 †, Parapalpebralia Pillet, 1973 †, Paraphillipsia Toumansky, 1935 †, Paraproetus Přibyl, 1964 †, Parawarburgella Maksimova, 1975 †, Particeps Reed, 1943 †, Parvidumus Kobayashi & Hamada, 1980 †, Paryfenus Hadding, 1913 †, Pedinocoryphe Hahn, Hahn & Gawlick, 1995 †, Pedinodechenella Ormiston, 1967 †, Perexigupyge Brezinski, 1988 †, Perliproetus Richter & Richter, 1926 †, Phillibole Richter & Richter, 1937 †, Phillibolina Osmólska, 1968 †, Philliboloides Gandl in Hahn & Hahn, 1969 †, Phillipsia Portlock, 1843 †, Phyllaspis Richter, 1863 †, Piltonia Goldring, 1955 †, Planilobus Engel & Morris, 1995 †, Planokaskia Engel & Morris, 1994 †, Plesiowensus Lieberman, 1994 †, Podoliproetus Šnajdr, 1980 †, Pontipalpebralia Lütke, 1968 †, Praedechenella Maksimova, 1952 †, Pragoproetus Šnajdr, 1977 †, Prantlia Přibyl, 1946 †, Prodiacoryphe Yuan, 1988 †, Proetocephalus Lütke, 1977 †, Proetus Steininger, 1831 †, Pseudobollandia Hahn, Hahn & Brauckmann, 1985 †, Pseudocyrtosymbole Yuan & Xiang, 1998 †, Pseudodechenella Pillet, 1973 †, Pseudodudu Hahn, Hahn & Muller, 1997 †, Pseudogerastos Lütke, 1990 †, Pseudophillipsia Gemmellaro, 1892 †, Pseudoproetus Poulsen, 1934 †, Pseudosilesiops Hahn, Hahn & Brauckmann, 1994 †, Pseudospatulina Hahn & Hahn, 1968 †, Pseudowaribole Hahn & Hahn, 1967 †, Pudoproetus Hessler, 1963 †, Pulcherproetus Lütke, 1990 †, Pusillabole Alberti, 1973 †, Raerinproetus Basse, 1996 †, Reediella Osmólska, 1970 †, Rhenocynproetus Basse, 2002 †, Rhenogriffides Hahn, Hahn & Brauckmann, 1987 †, Richterella Hessler, 1965 †, Rosehillia Engel & Morris, 1997 †, Rugulites Tomczykowa, 1991 †, Ryckholtia Šnajdr, 1980 †, Schaderthalaspis Alberti, 1983 †, Schizophillipsia Kobayashi & Hamada, 1980 †, Schizoproetina Maksimova, 1977 †, Schizoproetoides Ormiston, 1967 †, Schizoproetus Richter, 1912 †, Semiproetus Reed, 1943 †, Sevillia Weller, 1936 †, Silesiops Chlupác, 1966 †, Simaproetus Šnajdr, 1980 †, Sinobole Yuan, 1988 †, Sinocyrtoproetus Yuan & Xiang, 1998 †, Sinopaladin Li & Yuan, 1994 †, Sinoproetus Sheng in Luo, 1974 †, Sinosymbole Yuan & Xiang, 1998 †, Skemmatocare Richter & Richter, 1927 †, Skemmatopyge Richter & Richter, 1919 †, Spatulata Özdikmen, 2009 †, Spergenaspis Brezinski, 1987 †, Spinibole Chlupác, 1966 †, Spinibolops Hahn & Hahn, 1971 †, Struveproetus Feist in Feist et al., 2000 †, Sulcubole Gröning, 1985 †, Tawstockia Brauckmann, 1974 †, Taynaella Spasskij, 1989 †, Tcherkesovia Spasskij, 1989 †, Tetinia Chlupác, 1971 †, Thaiaspella Kobayashi & Hamada, 1978 †, Thaiaspis Kobayashi, 1961 †, Thalabaria Engel & Morris, 1989 †, Thebanaspis Lütke, 1990 †, Thigriffides Hessler, 1965 †, Timoraspis Hahn & Hahn, 1967 †, Triproetus Kobayashi & Hamada, 1979 †, Tropiconiproetus Šnajdr, 1980 †, Tropidocare Chlupác, 1971 †, Tschernyschewiella Toll, 1899 †, Typhloproetus Richter, 1913 †, Unguliproetus Erben, 1951 †, Vandergrachtia Brauckmann, 1974 †, Vidria Weller, 1944 †, Vittaella Alberti, 1976 †, Wagnerispina Gandl, 1977 †, Waideggula Hahn, Hahn & Schneider, 1989 †, Waigatchella Maksimova, 1970 †, Warburgella Reed, 1931 †, Waribole Richter & Richter, 1926 †, Weania Campbell in Campbell & Engel, 1963 †, Weberiphillipsia Osmólska, 1970 †, Westropia Adrain, 1997 †, Weyeraspis Hahn, Hahn & Gawlick, 1995 †, Winiskia Norford, 1981 †, Winterbergia Hahn & Brauckmann, 1975 †, Witryides Hahn, Hahn & Brauckmann, 1986 †, Xenadoche Hahn & Hahn, 1982 †, Xenoboloides Brauckmann, 1987 †, Xenocybe Owens, 1973 †, Xenodechenella Pek & Vaněk, 1991 †, Xiangzhongella Liu, 1987 †, Xiushuiproetus Q.Z. Zhang in Qiu et al., 1983 †, Yanshanaspis Luo & Jiang, 1985 †, Yichangaspis Xiang & Zhou, 1987 †, Yishanaspis Yuan & Xiang, 1998 †, Yuanjia Özdikmen, 2009 †, Zhegangula Hahn, Hahn & Yuan, 1989 †, Zhejiangoproetus Zhang & Ju in Qiu et al., 1983 †
- Cummingella belisama
- Monodechenella macrocephala